# Bệnh máu trắng ở trẻ em
Bệnh máu trắng ở trẻ em / bệnh bạch cầu ở trẻ em là bệnh máu trắng xuất hiện trên một trẻ em và là một dạng của ung thư ở trẻ em. Bệnh bạch cầu ở trẻ em là bệnh ung thư phổ biến nhất ở trẻ em, chiếm 29% bệnh ung thư ở trẻ em 0 014 trong năm 2018. Có nhiều dạng bệnh bạch cầu xảy ra ở trẻ em, phổ biến nhất là bệnh bạch cầu tăng lympho bào cấp tính (ALL) tiếp theo là bệnh bạch cầu myeloid cấp tính (AML). Tỷ lệ sống sót khác nhau tùy thuộc vào loại bệnh bạch cầu, nhưng có thể lên tới 90% trong ALL.
Bệnh bạch cầu là một khối u ác tính về huyết học hoặc ung thư máu. Nó phát triển trong tủy xương, phần bên trong mềm của xương nơi các tế bào máu mới được tạo ra. Khi một đứa trẻ bị bệnh bạch cầu, tủy xương tạo ra các tế bào bạch cầu không trưởng thành chính xác. Các tế bào khỏe mạnh bình thường chỉ sinh sản khi có đủ không gian cho chúng. Cơ thể sẽ điều chỉnh việc sản xuất các tế bào bằng cách gửi tín hiệu về thời điểm ngừng sản xuất. Khi một đứa trẻ bị bệnh bạch cầu, các tế bào không phản ứng với các tín hiệu cho chúng biết khi nào nên dừng và khi nào sản xuất tế bào. Tủy xương trở nên đông đúc dẫn đến các vấn đề về sản xuất các tế bào máu khác.
Các dấu hiệu và triệu chứng bệnh bạch cầu phổ biến ở trẻ em bao gồm mệt mỏi quá mức, dễ bị bầm tím hoặc chảy máu, đau xương và xanh xao.

## Phân loại
Bệnh bạch cầu thường được mô tả là "cấp tính", phát triển nhanh hoặc " mãn tính ", phát triển chậm. Phần lớn bệnh bạch cầu ở trẻ em là cấp tính, và bệnh bạch cầu mãn tính phổ biến ở người lớn hơn trẻ em. Bệnh bạch cầu cấp tính thường phát triển và xấu đi nhanh chóng (trong khoảng thời gian từ vài ngày đến vài tuần). Bệnh bạch cầu mãn tính phát triển trong một khoảng thời gian chậm hơn (tháng), nhưng khó điều trị hơn bệnh bạch cầu cấp tính. Sau đây là một số loại bệnh bạch cầu chính xảy ra ở trẻ em.

### Lympho bào cấp tính
Dạng bệnh bạch cầu ở trẻ em phổ biến nhất là bệnh bạch cầu lympho bào cấp tính (ALL), chiếm 75-80% chẩn đoán bệnh bạch cầu ở trẻ em. ALL là một dạng bệnh bạch cầu ảnh hưởng đến tế bào lympho, một loại tế bào bạch cầu chống nhiễm trùng. Khi một bệnh nhân có TẤT CẢ, tủy xương tạo ra quá nhiều tế bào bạch cầu chưa trưởng thành và chúng không trưởng thành chính xác. Những tế bào bạch cầu này cũng không hoạt động chính xác để chống lại nhiễm trùng. Các tế bào bạch cầu sản xuất quá mức, đông đúc các tế bào máu khác trong tủy xương.

### Myeloid cấp tính
Một loại bệnh bạch cầu cấp tính khác là bệnh bạch cầu myeloid cấp tính (AML). AML chiếm phần lớn các trường hợp mắc bệnh bạch cầu còn lại ở trẻ em, chiếm khoảng 20% bệnh bạch cầu ở trẻ em. AML là ung thư máu, trong đó có quá nhiều myeloblasts (tế bào bạch cầu chưa trưởng thành) được tạo ra trong tủy xương. Tủy tiếp tục tạo ra các tế bào bất thường bao quanh các tế bào máu khác và không hoạt động đúng cách để chống lại nhiễm trùng.